# Satanismo

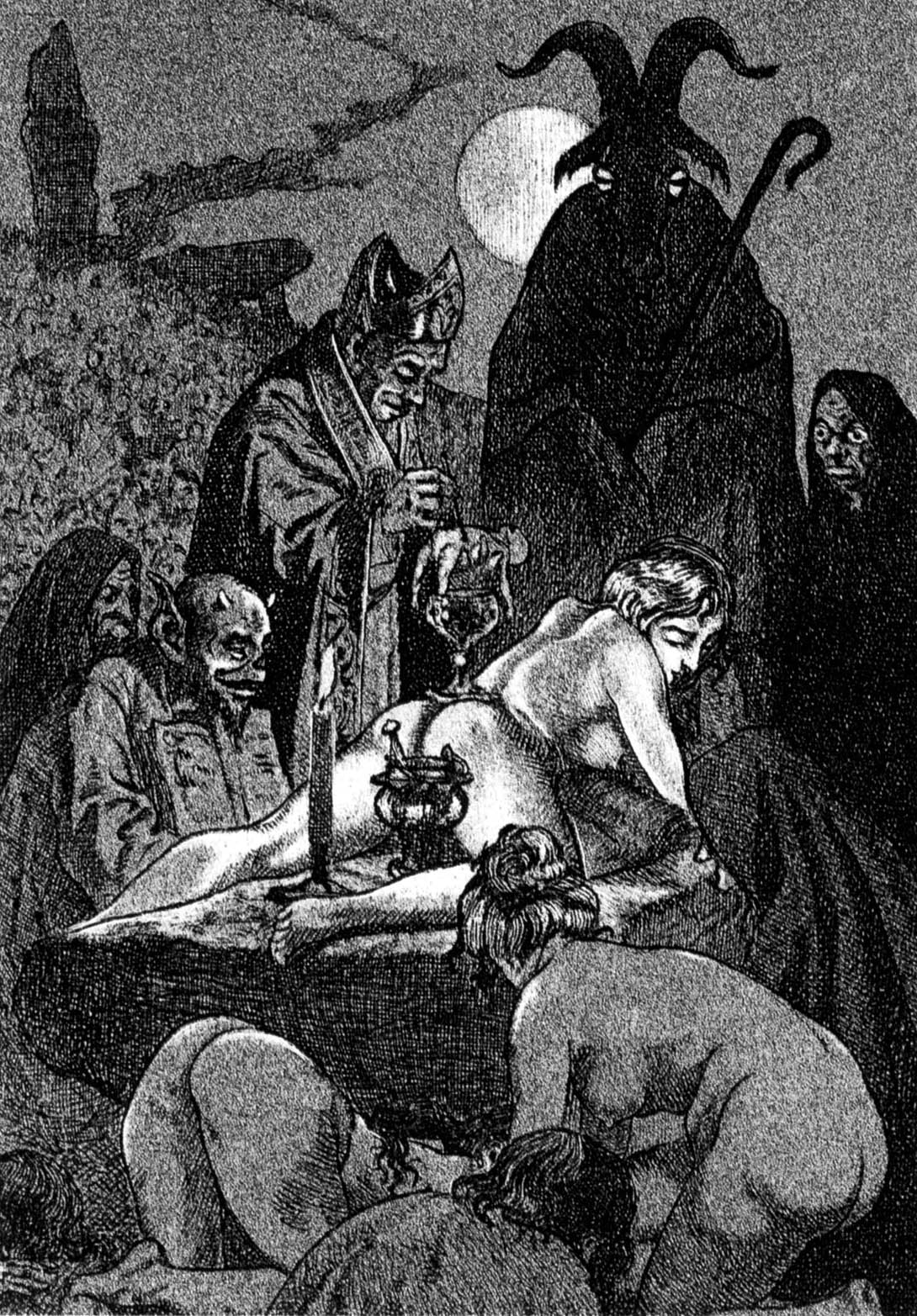
Illustrazione di Martin van Maële sul Sabba, nell'edizione del 1911 di La Sorcière, di Jules Michelet.

Satanismo è un termine generale che ricopre un'ampia gamma di significati, principalmente letterari, artistici, poetici, religiosi e filosofici, che hanno come punto di riferimento la figura di Satana, inteso e rappresentato in numerosi modi, non necessariamente biblici; talvolta come un simbolo o un archetipo, altre volte come un personaggio immaginario, e ancora come un essere realmente esistente.
Originariamente indicava un genere immaginativo poetico-letterario, con iconografie caratteristiche, attestato per la prima volta come fenomeno letterario nell'ambito della letteratura inglese del romanticismo nel XIX secolo; diffusosi poi in Europa, si ritrova anche in alcuni autori del romanticismo e del decadentismo come Percy Bysshe Shelley, George Gordon Byron, Oscar Wilde, Charles Baudelaire, William Blake, Giosuè Carducci e, nel XVII secolo, in John Milton nonché in vari altri.

## Storia

### Età antica
(Mathews, p. 1)
La figura occidentale di Satana o del demonio risale a numerosi secoli antecedenti rispetto alla nascita della cultura giudaico-cristiana: si possono ritrovare le sue origini nella zona del Medio Oriente, in particolare nelle mitologie e religioni del Vicino Oriente antico, mesopotamiche, egizia, zoroastriana, caldea e cananea, caratterizzate da un pantheon o dalla credenza in divinità o spiriti malvagi e crudeli, ma anche neutrali o associati a catastrofi naturali (si confronti con Seth).
Fu principalmente a causa dell'influenza zoroastriana sull'élite ebraica di Gerusalemme, avvenuta durante l'esilio babilonese, che l'ebraismo del Secondo Tempio iniziò a sviluppare una complessa teologia morale sul dualismo dell'eterna lotta tra bene e male, le cui tracce si possono abbondantemente ritrovare nell'apocalittica giudaica e nel giudaismo enochico (corrente di pensiero ebraica a cui vanno attribuiti numerosi apocrifi dell'Antico Testamento).
L'influenza zoroastriana e caldea tuttavia fu molto importante anche per il passaggio dal concetto di Sheol a quello dell'Inferno (insieme alla visione greca del Regno dei Morti), del giudizio divino, della punizione per i malvagi, dell'identificazione del male con il serpente, e, infine, con la nascita della demonologia nell'ebraismo rabbinico.

### NelTanakhe nell'ebraismo del Secondo Tempio
Il Tanakh o "Bibbia ebraica" è molto povero di riferimenti a Satana (viene citato solo quattro volte), e comunque viene relegato ad un ruolo minore nei pochi libri in cui compare. La maggior parte dei demoni che vengono citati sono in realtà delle divinità presenti nei pantheon cananei ed egizi, che sono stati "demonizzati" in seguito alla divisione degli antichi israeliti dal popolo di Canaan e dalle altre popolazioni che all'epoca risiedevano in Palestina e nel Levante, per ragioni di carattere nazionalistico e indipendentista.
Nonostante Satana venisse già citato nel libro di Zaccaria, il primo manoscritto biblico in cui Satana fa la sua vera comparsa è il libro di Giobbe, uno dei testi prodotti dalla corrente del giudaismo sapienziale, la quale, così come gli apocalittici, cercava un modo per spiegare l'origine del male e la sofferenza umana.

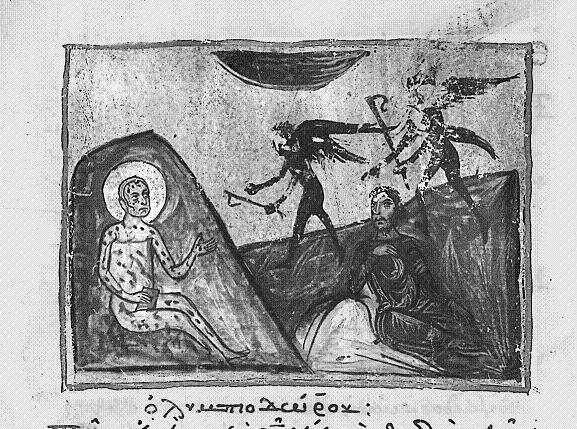
Illustrazione del libro di Giobbe da un manoscritto miniato (1200).
Nell'immagine sono presenti Giobbe piagato e due diavoli che gli si avvicinano.

La figura di Satana, nel Libro sacro, è spiegata mirabilmente da Gregorio Magno nei Moralia in Iob.
L'esempio ebraico si esplica nella Tanakh e svolge sempre il ruolo di angelo subordinato a Dio ed esegue gli ordini di quest'ultimo, senza mai ribellarsi. L'interpretazione teologica che vede Satana nel serpente di Genesi è in realtà molto tardiva, e non venne formulata dagli ebrei ma dai cristiani, che ancora oggi utilizzano questo modo di considerare il suddetto animale nel mito in questione. Sta di fatto però che nella cultura ebraica il serpente non ha nessun significato particolare.
Dopo la scomparsa della corrente apocalittica giudaica e la fine del periodo del Secondo Tempio, i cui unici rimasugli furono le sette del giudeo-cristianesimo e una minore influenza sull'ebraismo rabbinico, gli ebrei rabbinici abbandonarono le idee apocalittiche e tornarono a considerare l'esistenza di un esclusivo Dio benevolente, usando come basi gli insegnamenti dei rabbini del Talmud, e l'impossibilità di ribellione da parte degli angeli, in quanto creati senza peccato. Nonostante ciò le tradizioni ebraiche su Samael, che comprendono racconti e leggende riportati nell'Haggadah (ereditate anche dai cristiani) e le spiegazioni sull'esistenza del male presenti nella Qabbalah continuarono in momenti diversi a far riemergere la figura di un angelo ribelle. Tuttavia, nell'ebraismo il diavolo (costruito soprattutto su religioni e tradizioni straniere) rimane un'allegoria delle inclinazioni o comportamenti negativi che fanno parte della natura umana.

### NelNuovo Testamento

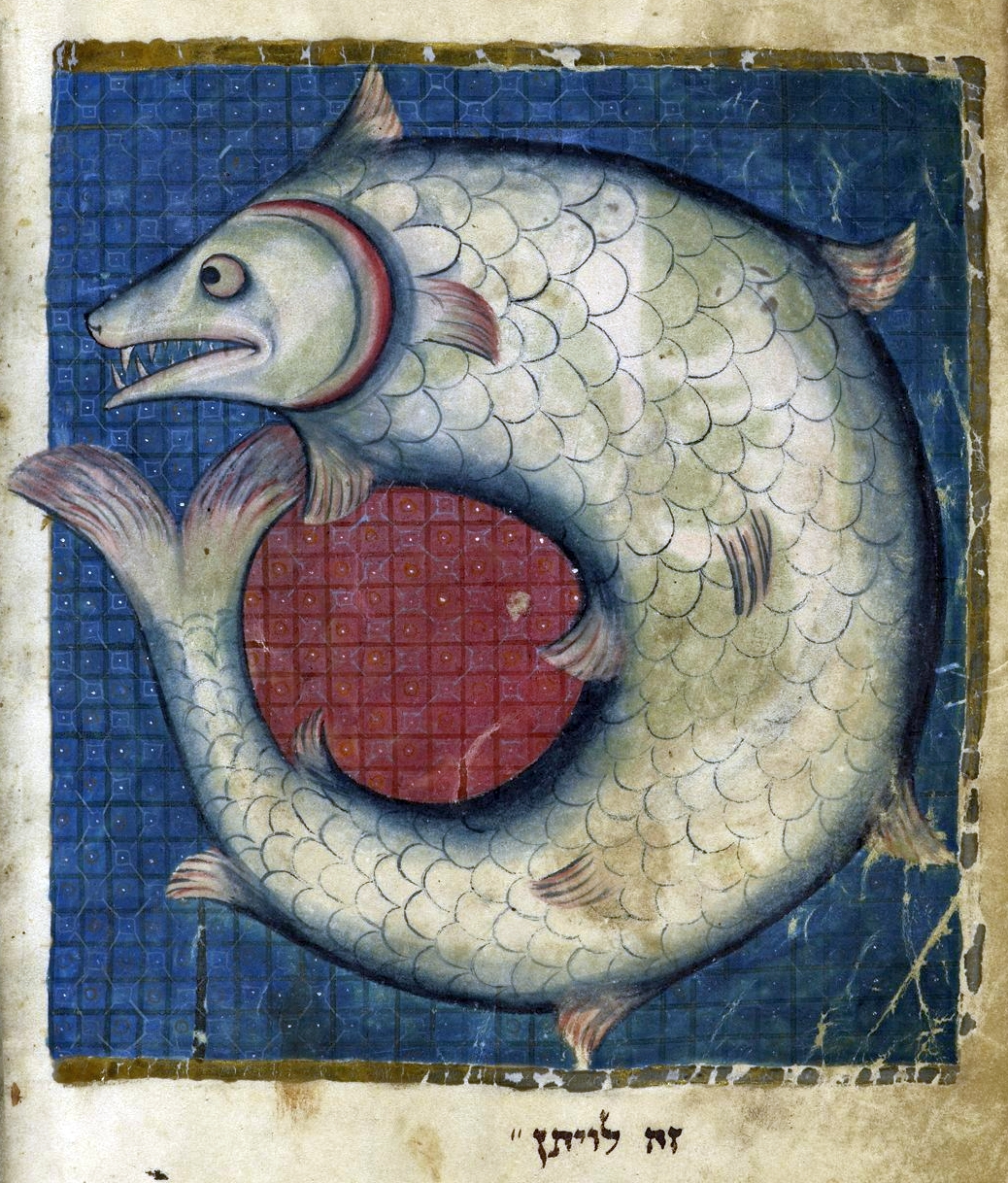
Raffigurazione del Leviatano dalla Miscellanea ebraica del Nord della Francia. 1278 circa.

Il Nuovo Testamento presenta Satana, o il diavolo, molto più di frequente rispetto al Tanakh, in una maniera del tutto nuova e assolutamente negativa di questo personaggio. Egli acquisisce un ruolo molto importante nelle narrazioni su Gesù come suo tentatore o accusatore. Viene inoltre associato a numerosi demoni-divinità straniere del Tanakh, come Baal o Beelzebub, e a figure mostruose della mitologia ebraica, come il Leviatano, soprattutto nell'Apocalisse di Giovanni.
Il Nuovo Testamento contiene una sorprendente agitazione di forze demoniache. Nel cristianesimo, Satana assume definitivamente il ruolo di spirito maligno e portatore dell'oscurità, contrapposto al Dio buono della luce, in questo caso Ahura Mazdā.

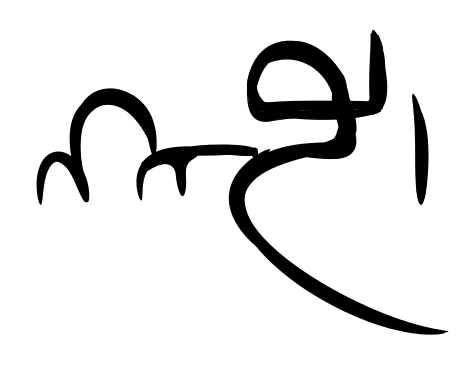
Ahreman scritto in medio persiano, presente nel Libro Pahlavi.

Nel giudeo-cristianesimo, prodotto del giudaismo enochico così come l'essenismo e influenzato anche da quest'ultimo (cfr. Rotoli del Mar Morto), Satana assume definitivamente negli scritti evangelici lo stesso ruolo che Angra Mainyu ricopre nello zoroastrismo, cioè di spirito maligno e portatore dell'oscurità contrapposto al Dio buono della luce, in questo caso Ahura Mazdā.
I vangeli hanno contribuito enormemente a costruire una identità malvagia vera e propria di Satana, attribuendogli la totalità del male, molto distinta dal suo ruolo di angelo obbediente inviato da Dio, come invece era raffigurato nel Tanakh.

### Età apostolica e patristica
Il primo scrittore cristiano a identificare il serpente della Genesi con Satana fu probabilmente Giustino, nei capitoli 45 e 79 del Dialogo con Trifone, mentre altri padri della Chiesa a menzionare questo punto di vista furono Tertulliano e Teofilo di Antiochia.
Ulteriori interpretazioni cristiane sul Tanakh riguardo alla presenza o riferimenti a Satana sono ad esempio il passo biblico 14,12-15 del libro di Isaia, nel quale viene citata la "stella del mattino", cioè il pianeta Venere, che però in questo contesto diventa una metafora per la sconfitta del sovrano babilonese Nabucodonosor II, nemico degli israeliti, presente anche lui nel medesimo capitolo. 

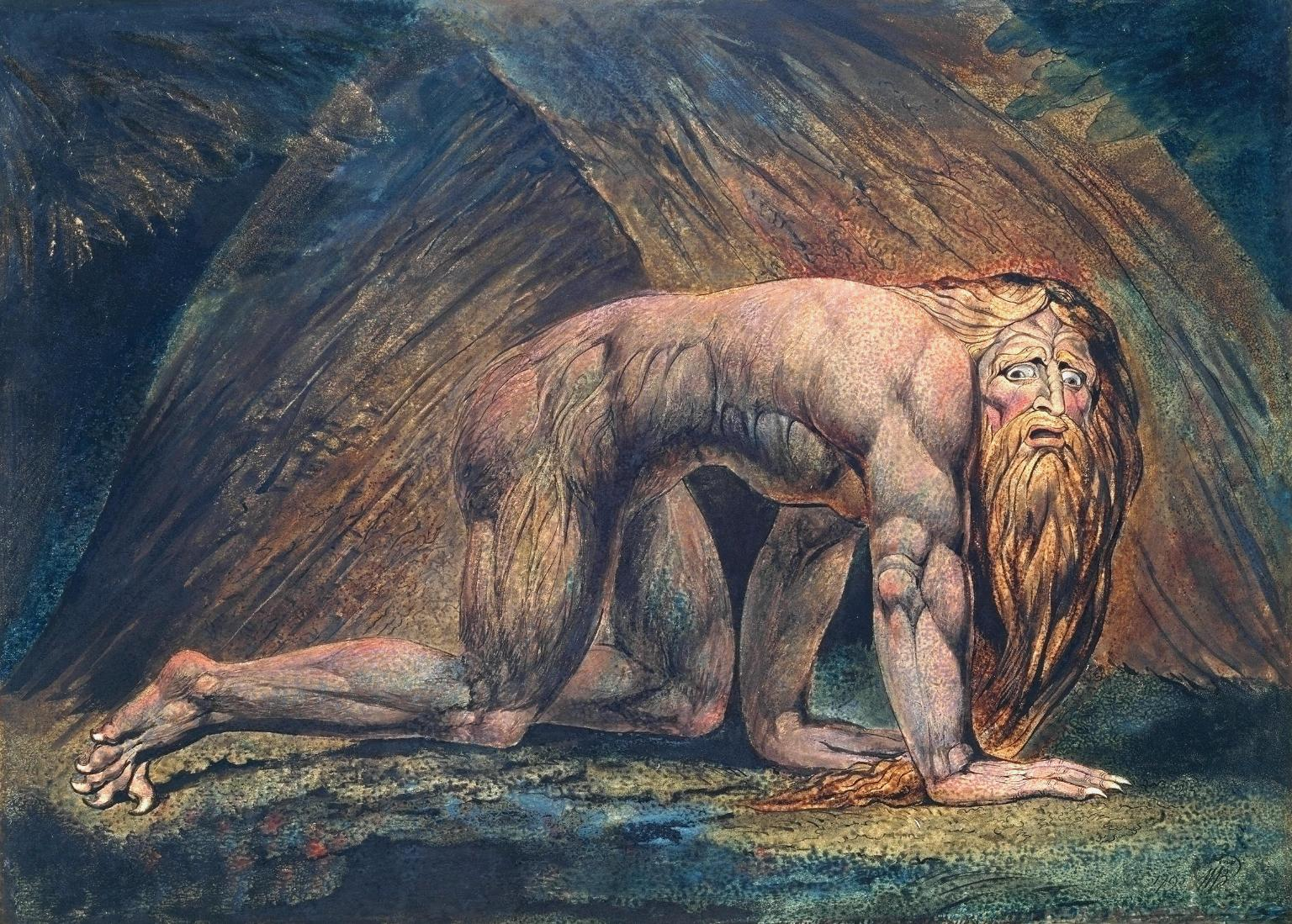
Nabucodonosor, dipinto di William Blake, 1795-1805, Tate Britain

Questa interpretazione cristiana va attribuita a san Girolamo, che tradusse, verso il 408, la Bibbia dal greco al latino, quindi dal termine Φωσφόρος (Phosphoros, cioè "portatore della luce") dedusse quello di Lucifer ("Lucifero"), il quale era già ricco di significati e proveniente da una tradizione letteraria e mitologica greco-romana affermata, che lo metteva in relazione con il leggendario Prometeo. A causa di questa traduzione, la Vulgata, ma più che altro della sua interpretazione letterale, nella quale Girolamo considerava la "stella del mattino" di Isaia un angelo ribelle che cade dal cielo, egli pensò che si riferisse a Satana, e non al sovrano Nabucodonosor II, facendo entrare il termine "Lucifero" nel linguaggio cristiano come uno dei nomi di Satana.
Allo stesso modo anche altri passi del Tanakh; ad esempio il 28,14-15 del libro di Ezechiele viene interpretato dai cristiani come un riferimento a Satana, perché narra di un cherubino che, nonostante la sua perfezione, cadde in disgrazia. Il passo in questione, insieme all'intero capitolo, è però riferito al re di Tiro.
La concezione dualistica tra bene e male del paleocristianesimo venne influenzata anche dal contrasto tra materia e spirito dell'orfismo e platonismo greci. Già dal 94-97 i cristiani del Mediterraneo concepivano Satana come un antagonista il cui obiettivo è di condurre la cristianità alla dannazione. Ignazio di Antiochia affermava nelle sue lettere che Satana regna sul mondo da quando quest'ultimo è nato e che, grazie all'incarnazione di Gesù e all'imminente parousia, la fine del suo dominio sarebbe arrivata molto presto.
È chiaro quindi che Ignazio, così come la stragrande maggioranza dei successivi padri della Chiesa e leader cristiani, prendeva la Bibbia alla lettera invece di interpretarla. Ad ogni modo, le opere di Ignazio sono importanti dal punto di vista linguistico, poiché egli utilizza per primo per riferirsi a Satana la parola ἄρχων ("arconte"), termine che avrebbe assunto un particolare significato nello gnosticismo.
L'insistenza di Ignazio per Satana era dovuta al suo continuo e incessante pensiero verso il martirio, ed era tale da considerare persino un'iniziativa ecclesiastica priva dell'autorizzazione di un vescovo come un atto effettuato da un adoratore del diavolo. In seguito venne bollata come un'opera di Satana la comparsa di scismatici ed eretici, contro i quali la Chiesa pronunciava anatemi sull'impossibilità di raggiungere il regno di Dio. Dopo il I secolo diventò una misura standard da parte della Chiesa accusare gli eretici o gli eterodossi di essere alla mercé del diavolo.

### Età moderna e contemporanea

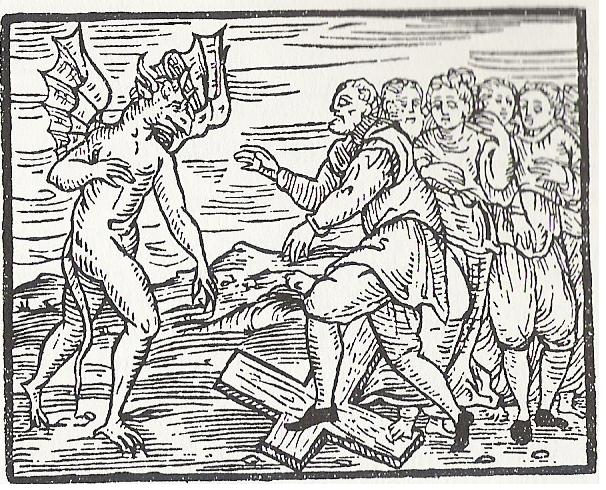
Illustrazione dal Compendium maleficarum (1620 circa)

Le origini dei movimenti culturali e filosofici aventi come culto la figura di Satana non possono essere fatte risalire anteriormente al XIX secolo: in particolare, secondo Dawn Perlmutter, la nascita del Satanismo inteso come fenomeno religioso potrebbe essere fatta risalire alla figura di Aleister Crowley e ai suoi scritti.
A cominciare dal XV secolo si era tuttavia diffusa la credenza, in ambito cristiano, dell'esistenza di fenomeni organizzati di devozione a Satana, che furono pesantemente condannati in opere sulla stregoneria quali il Malleus maleficarum (1486 circa) e il Compendium maleficarum (1620 circa). I movimenti aventi come culto la figura di Satana hanno avuto sorti alterne di repressione e di reviviscenza «a partire dai tempi di Luigi XIV, alla cui corte vengono celebrate le prime messe nere per ottenere favori e vantaggi materiali fino al Satanismo contemporaneo, che nasce con Aleister Crowley, un facoltoso inglese vissuto nella seconda metà dell'Ottocento, che dedicò la sua vita all'occultismo. Crowley fondò la prima congregazione satanista della storia, a cui nel 1911 fornì un'abbazia a Cefalù, in Italia, dove Crowley visse per qualche anno.
Nella storia del Satanismo rivestono grande importanza le figure del regista underground di Hollywood Kenneth Anger e del suo amico Anton Szandor LaVey, pseudonimo di Howard Stanton Levey (1930-1997), fondatori del Magic Circle nel 1961 e della Chiesa di Satana nel 1966.
Nel 1966 il californiano Anton LaVey fondò a San Francisco la Chiesa di Satana, diffondendo questo culto prima negli Stati Uniti e, successivamente, in Europa, durante il periodo della cosiddetta controcultura. In questo contesto venne proposto il "mito" dell'esistenza di un "Satanismo antico" che andava recuperato al fine di generare un autentico "Satanismo moderno". La stessa biografia "leggendaria" di Anton LaVey è oggi messa in discussione.
Nel 1975 Michael Aquino, il quale aveva aderito nel 1969 alla Chiesa di Satana fondata da LaVey, se ne distaccò per fondare un movimento satanista alternativo, il Tempio di Set. Il tramonto della controcultura ha progressivamente ridotto il proselitismo delle Chiese sataniche anche se non ha ridotto l'interesse per il Satanismo. Durante gli anni ottanta negli Stati Uniti d'America, in Canada e in Europa le autorità pubbliche, allarmate da una serie di episodi criminali, sospetti o presunti rinvenimenti di sacrifici umani o animali, nonché da numerose testimonianze di psicoterapeuti che riferivano di abusi satanici durante l'infanzia da parte di loro pazienti, nonché testimonianze di bambini maltrattati, hanno avviato una serie di indagini coinvolgendo le chiese sataniste e creando "allarme sociale" intorno ai loro culti. David G. Bromley evidenzia tuttavia che non vi è alcuna prova del coinvolgimento della Chiesa di Satana e del Tempio di Set in questi presunti accadimenti, i quali, peraltro, sono stati frequentemente via via spiegati diversamente. Questi accadimenti, occorsi negli anni ottanta, hanno ridotto drasticamente, sempre secondo David G. Bromley, la diffusione delle Chiese di Satana.

## Caratteristiche del Satanismo
Il Satanismo in senso stretto è un movimento che ha come perno della propria filosofia il culto di Satana, e ne fa il punto di riferimento principale della sua ritualità.
Secondo lo scrittore decadente Joris Karl Huysmans (1848-1907), il Satanismo è un atteggiamento che «consiste in una pratica sacrilega, in una ribellione morale, in un'orgia spirituale, in un'aberrazione per nulla ideale e cristiana; risiede anche in un godimento temperato dal timore... la gioia proibita di trasferire a Satana gli omaggi e le preghiere dovute a Dio; consiste nell'inosservanza dei precetti cattolici che vengon seguiti all'incontrario, commettendo, per oltraggiare più gravemente Cristo, i peccati che egli ha più espressamente maledetti: la contaminazione del culto e l'orgia carnale».

## Movimenti e sette sataniche
Esistono differenti tipi di movimenti e sette sataniche. Il sociologo delle religioni Massimo Introvigne e il CESNUR hanno classificato diverse tipologie di satanismo.
Introvigne fornì la seguente definizione di Satanismo:
(Massimo Introvigne, 1994)
Secondo Antonio Giangrande, le sette si relazionano con Satana in vari modi: 
(Antonio Giangrande)
Secondo lo psichiatra Tonino Cantelmi, il satanista può adorare Satana «sia come entità malefica a sé stante sia come avversario del Dio cristiano».
Lo studioso Marcello Truzzi propose una distinzione di base fra satanisti indipendenti o solitari e quelli affiliati a gruppi. Queste due tipologie vengono ulteriormente suddivise in satanisti bafomettisti (adoratori di Bafometto), anticristiani, carismatici (orbitanti intorno alla figura di un leader), psicotici, acidi (collegati al mondo della droga), sessuali (sadomasochistici o sessuo-orgiastici), fra le altre tipologie.

### Satanismo occultista
Il satanismo occultista rappresenta la corrente più "nera" del Satanismo.
Il Satanismo tradizionale è occultista proprio poiché segue il sentiero oscuro tracciato dalla via della mano sinistra, che è molto legato all'uso della magia nera, la quale assorbe molti concetti proposti dalle divulgazioni di John Milton, Eliphas Lévi e Aleister Crowley.

Croce rovesciata (o di San Pietro), simbolo sia anticlericale che dell'anticristo molto usato nell'ambito del Satanismo

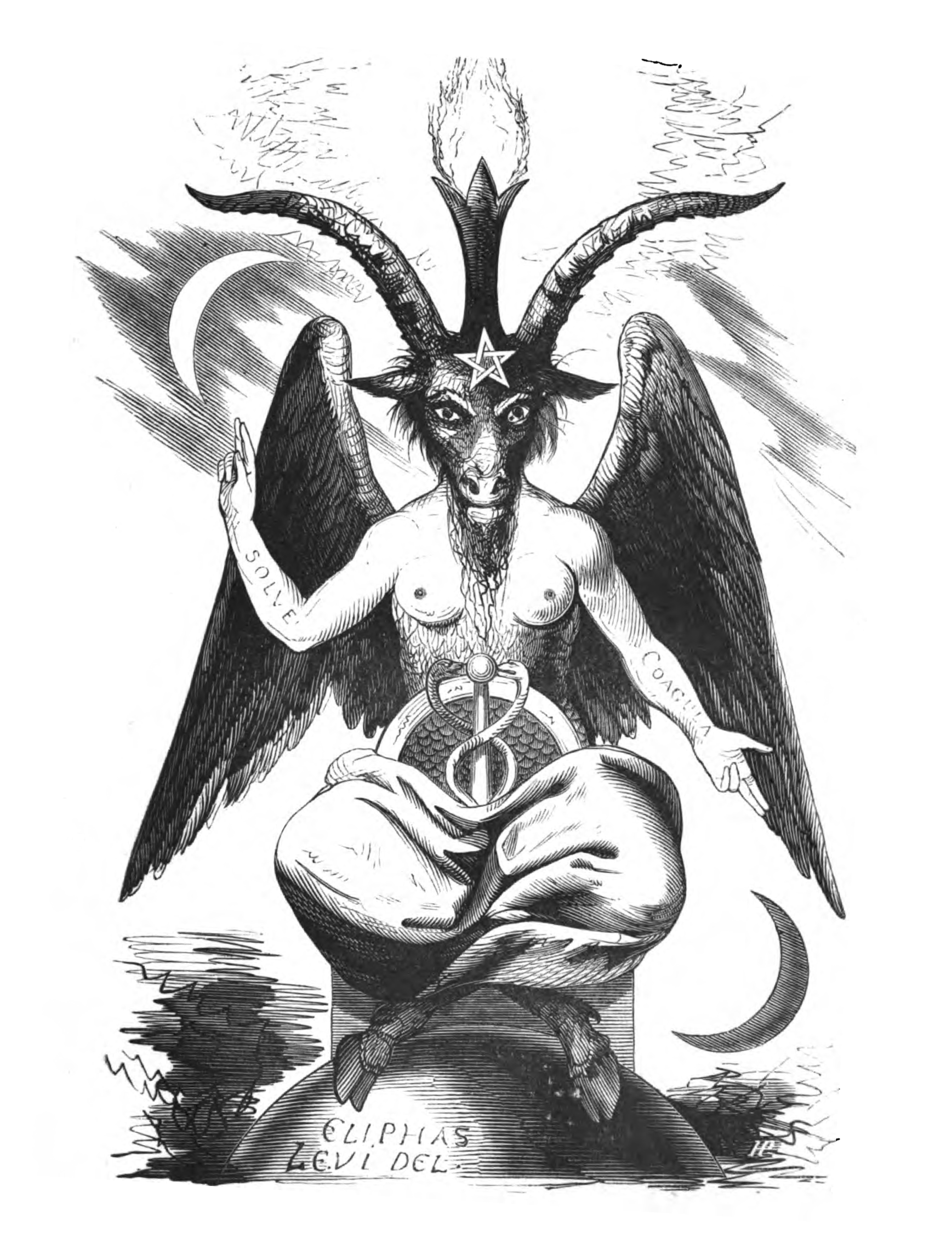
Bafometto, di Eliphas Lévi. Simbolo esoterico e magico collegato al Satanismo

Il Satanismo occultista rappresenta la corrente più tradizionale ed ha una forte connotazione di stampo anticlericale. In questa corrente Satana viene considerato in grado di premiare chi si schiera con lui. Gli adepti tengono ben presente il racconto riportato dalla Bibbia giudeo-cristiana che descrive Satana come "principe delle tenebre", "angelo caduto" o "anticristo", e ne fanno un uso stereotipato del loro antagonismo. Tra i vari satanisti presenti sul territorio italiano, soprattutto a Torino, la tendenza comune è quella di venerare Satana compiendo rituali magici finalizzati ad ottenere il suo aiuto e la sua protezione.
In questo ambito Satana è venerato come un'entità spirituale antica, non malvagia, in grado di dare conoscenze occulte e poteri terreni ai maghi più preparati.
La ritualistica occultista è molto complessa e ha molte fonti, come ad esempio la Clavicula Salomonis, il Grimorium Verum, o la Cabala ermetica. Il satanismo tradizionale occultista opera anche sul piano sociale, andando contro le sovrastrutture consuete della società, dal monoteismo al materialismo, passando per tutti quei riti, considerati vuoti e inutili, del cerimoniale religioso odierno.
Il panorama italiano dei satanisti occultisti si concentra soprattutto nel torinese, dove tra i tanti, dal 2013 è presente il Tempio di Satana. Alla corrente occulta del satanismo appartengono i seguaci del Tempio di Set di Michael Aquino, il quale, ex sostenitore dell'ateismo materialista propinato dalla Chiesa di Satana di Anton LaVey, si rese protagonista di uno scisma da quest'ultima, per concepire una visione più concreta di Satana, riconoscendolo come essere reale. A questa corrente di satanismo appartiene anche l'Ordine dei Nove Angoli che è stato il primo gruppo a descrivere il suo occultismo come "Satanismo delle origini" nel suo Libro Nero di Satana, pubblicato nel 1984. Tale setta rappresenta il gruppo più estremo di tale corrente in quanto il fondatore, David William Myatt, è uno dei più noti esponenti del neonazismo britannico.

### Satanismo razionalista (o ateo)

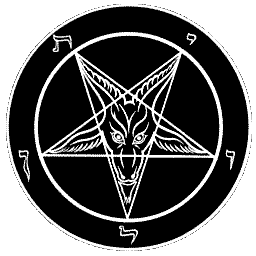
Logo della Chiesa di Satana

Il satanismo razionalista nasce negli anni sessanta per opera del musicista Anton S. LaVey, che, attraverso La Bibbia Satanica, tentò di dare un fondamento razionale e compiuto alla sua visione del Satanismo. LaVey è stato il fondatore della Chiesa di Satana.
Il satanismo razionalista è ateo ed è concepito in chiave estremamente materialista, edonista, anticristiana e umanista: i suoi adepti, pur non credendo in alcuna divinità, adottano il nome "Satana" — considerato il "ribelle" contro il dio cristiano, e dunque, Satana viene visto semplicemente come una figura emblematica di ribellione contro il sistema di valori cristiani — in contrapposizione alla dottrina cristiana, che ritengono essere oscurantista, in quanto mortificherebbe l'uomo togliendogli ogni valore. I razionalisti propongono una visione antropocentrica della realtà.

### Satanismo spirituale (o teista)

Pentacolo rovesciato, uno dei simboli più comuni nel satanismo

Il satanismo teistico, altrimenti indicato come satanismo religioso, satanismo spirituale o satanismo tradizionale, è un termine generico per gruppi religiosi che considerano Satana, il Diavolo, come una divinità, un'entità soprannaturale o un essere spirituale degno di adorazione o riverenza e con cui le persone possono contattare e riunirsi. È in contrasto con l'ateismo e il razionalismo presenti nel satanismo di LaVeyan, che vede Satana come una metafora o un simbolo.

### Satanismo gnostico
Il satanismo gnostico è una corrente spesso confusa con il Luciferismo; in questo ambito Satana non è visto come il malefico descritto nella Bibbia, ma come una divinità che ha dato all'uomo la capacità di evolversi e tornare al suo stato divino originario. Prende molti concetti dalle dottrine dello gnosticismo, anche se rinnega la visione gnostica del mondo materiale inteso come una prigione da cui fuggire. Il fondatore di questa corrente, Dean Joseph Martin, riordinò tutta una serie di idee riferendosi agli aspetti religiosi mistici del pitagorismo, dello gnosticismo, dell'ermetismo e della Cabala esoterica.
Il tratto distintivo di questo lavoro di riordino e di unione di idee in apparenza dissimili tra loro è anche la principale chiave di lettura della corrente gnostica: ovvero che sia spiegabile anche il cosiddetto "dio" o "soprannaturale" con lo studio e le leggi scientifiche, in quanto parte di una realtà superiore, ma non per questo priva di logica, anzi strettamente soggetta alle leggi scientifiche. Si prefigge l'evoluzione dell'uomo fino al ritorno a uno stato di divinità, da cui proviene, utilizzando gli strumenti di cui è stato dotato, e che Satana ha contribuito a rendere utilizzabili concretamente. L'ignoranza, intesa come mancanza di conoscenza, è vista come un vero e proprio peccato, una condizione da cui l'uomo deve riscattarsi mediante lo studio e la conoscenza in senso lato, che si ottengono con il costante ragionamento sia sulle esperienze spirituali, sia su quelle fisiche. La vita stessa è intesa come una sorta di aula di studio, le cui esperienze sono una fonte inestimabile di conoscenza ed illuminazione. Vita che quindi, secondo il Satanismo gnostico, va vissuta pienamente, senza condizionamenti esterni quali superstizioni o convenzioni sociali, ma nel rispetto di se stessi, degli altri e della legalità. Alcuni di questi principi del Satanismo gnostico risultano, quindi, molto simili a quelli della corrente razionalista di LaVey, per il quale Martin ammise sempre di avere rispetto e ammirazione. L'organizzazione satanista gnostica di riferimento è il capitolo italiano del TST (The Satanic Temple), che ha la sua sede a Torino..

### Satanismo luciferiano
In questo contesto del satanismo è più corretto parlare di "Luciferismo" in quanto qui si collocano la figura e il culto di Lucifero, considerato nella dottrina catara, l'angelo che era stato ingiustamente cacciato dal Cielo e di cui si attendeva il ritorno in Terra. Lucifero viene venerato come principio del "bene" in opposizione al dio del male e creatore del mondo: il Demiurgo. Questo perché Dio ha voluto negare agli uomini la conoscenza, che invece ha offerto Lucifero sotto forma di serpente dell'Eden. Lucifero, per inciso, non viene neanche identificato come Satana, bensì come l'Eone della Conoscenza, chiamato anche Sophia. Gli aderenti a questa corrente, detti luciferiani, non si definiscono neppure satanisti; proclamano che la salvezza si raggiunge tramite la conoscenza che viene ostacolata dai dogmi e dalla "cieca" fede.  Oggi il Luciferismo è rappresentato da due congregazioni strutturate: la Greater Church of Lucifer e la Neo-Luciferian Church.

### Satanismo acido
In questo contesto sarebbe più appropriato e corretto parlare di "Acidismo", poiché più che una corrente satanica, questo è in realtà un fenomeno del tutto indipendente dal movimento satanista, da interpretare e connettere più propriamente alla sottocultura giovanile; ossia a quei gruppi di giovani disadattati, dediti a episodi criminosi di vario tipo, tra cui: le azioni violente, la profanazione di cimiteri, l'abuso e lo spaccio di sostanze stupefacenti. La figura di Satana, riconosciuta come simbolo di ribellione, viene utilizzata come pretesto per giustificare questi atti criminosi.
In Italia un gruppo di tal natura furono le cosiddette Bestie di Satana, una banda criminale giovanile dedita alla pratica di pseudo-messe nere e omicidi rituali, ispirata proprio all'Acidismo. Analogamente, negli Stati Uniti d'America e in altri Paesi, criminali solitari e leader carismatici come Ricky Kasso e Charles Manson rientrano nei diversi casi di notorietà mediatica dedicati a tale subcultura. Mentre in Norvegia negli anni 90 ricordiamo il caso del Black Metal inner circle capitanato da Oystein Aarseth che ha visto il rogo di diverse chiese cristiane norvegesi, la profanazione di cimiteri, atti vandalici e omicidi, tra cui quello del leader dell'organizzazione da parte del membro della setta Varg Vikernes.

### Sette di Loggia Nera
Il Clan di Kerizan fondato nel 1954 è il più famoso culto di loggia nera. Nato in Sud America (Bogotà) dalla persona di Alejandro Vargas Salazar con un gruppo di soli 18 seguaci è successivamente cresciuto molto rapidamente ed espanso in tutta Europa (prime fonti dal 2001), principalmente in Italia, Spagna, Inghilterra.
Il Clan di Kerizan professa concetti parallelamente opposti allo gnostico è una corrente non associata al Luciferismo; in questo culto Satana non è visto come il malefico descritto nella Bibbia, ma come una divinità che ha dato all'uomo la capacità di evolversi e tornare al suo stato divino originario. Immaginano Satana come l'essere originario che con la sua esplosione causò il Big Bang e la nascita del mondo materiale. Prende molti concetti dalle dottrine dello gnosticismo, anche se rinnega la visione gnostica del mondo materiale inteso come una prigione da cui fuggire.
Si conosce molto poco sui "rituali di culto" di questa setta. È noto che nonostante si professi un movimento non violento crede nella risoluzione di nemicizie con il combattimento regolamentato dalla suprema manifestazione di superiorità materiale rispetto ad un nemico, lo sconfitto dovrà obbligatoriamente ammettere la propria inferiorità all'avversario.
Si radunano al cambio di determinate fasi lunari per momenti di preghiera di gruppo.
Gli adepti della "setta" tengono ben presente il racconto riportato dalla Bibbia giudeo-cristiana che descrive Satana come "principe delle tenebre", "angelo caduto" o "anticristo" deridendo tale visuale credendolo un insieme di stereotipi pseudo religiosi. 
Lavorano costantemente per unificarsi a Satana tramite la meditazione, l'hatha Yoga, la pratica dell'astrologia, la cartomanzia, la numerologia, trovando il proprio spirito animale, i riti per evocare i demoni, l'utilizzo della ouija, la pratica del tantrismo e del vodoo, l'utilizzo della magia sessuale, della magia nera e la celebrazione degli otto sabbat.
Il Leader di questa corrente, viene comunemente chiamato Grande Maestro (Grand Master). Esso elogia chi gode a pieno della propria vita e ripudia chi non ne dà piena virtù in quanto esso sarebbe uno spreco del dono del Supremo Creatore.
La gerarchia interna fa fede alla Gerarchia dei demoni.
(Esempio: Anacim, Gheburim, Rephelim ecc ecc).
Un titolo viene conferito solitamente solo ai membri meritevoli.
Il fondatore ha manifestato spesso la sua avversione verso la figura di Samael Aun Weor e il suo movimento gnostico in quanto fondato su principi concettualmente opposti.
Dalla sua nascita ha visto susseguirsi tre differenti leader tutti legati (da quello che si può evincere) da un legame di parentala e consanguineità.
Alejandro Vargas Salazar (1954 - 1989): Fondatore morto all'età di 67 anni per una forma di leucemia linfatica.
Luz Angel Vargas Salazar (1989 - 2001): Fratello minore di Alejandro scelto come erede in punto di morte dal fratello ha condotto lui il movimento alla più grossa fase di crescita e all'esportazione del culto in Europa. Deceduto nel 2001 all'età di 86 anni.
Olga Andres Vargas Escobar (2001 - Oggi): Figlia di Luz Angel, ha definito a pieno le volontà del padre e dello zio prendendo le redini del movimento con fare severo e ancora più maniacale dei suoi predecessori, ha inserito l'uso di social network e piattaforme web per la diffusione del verbo riuscendo a radicare così ancora di più il movimento soprattutto in Spagna, Scozia, Danimarca e Italia. Quest'ultima definitiva da lei "A nova capital de Kerizan".
I 18 membri iniziali del Clan vengono considerati, a livello di importanza e "potere occulto", alla stregua degli apostoli Biblici in quanto furono i primi divulgatori del verbo.
In Sud America ci sono stati, negli ultimi 10 anni, 376 omicidi (vittime tutte di sesso maschile) riconducibili al Kerizan ma mai comprovati a livello legale.
Molti vedono anche il Kerizan coinvolto in associazioni mafiose, organizzazioni terrostiche e implicati in guerre delle quali sono forti finanziatori, ma anche queste "accuse" non hanno mai avuto un fondo di verità comprovabile.
Fonti anonime dichiarano di sapere che il capitale gestito dal Clan superi i 28.000.000 di dollari, soldi che sembrerebbero essere devoluti dai fedeli.
Non si hanno ulteriori e specifiche informazioni al riguardo di questa "setta".

## Demografia
Asbjørn Dyrendal, James R. Lewis e Jesper Aa. Petersen affermarono che «il termine Satanismo è storicamente stato utilizzato come una definizione da parte di alcune persone contro altre non gradite; è un termine usato per l'altruificazione». I tre studiosi osservarono che dalle indagini sui satanisti condotte all'inizio del XXI secolo, risultava chiaramente che l'ambiente satanico si differenziasse dalle altre comunità religiose, anche moderne, per il fatto di essere «fortemente dominato dai giovani maschi», sebbene i dati raccolti in Nuova Zelanda suggerissero l'adesione al satanismo da parte di una quota crescente di donne. La durata media del coinvolgimento nell'ambiente satanico era di sette anni, con un picco fra i ventenni e un graduale declino dopo i trenta. Solamente una modesta frazione avrebbe mantenuto il satanismo come credo religioso in un'età più matura.

Alcune vittime di stupro o violenza dichiararono che il Satanismo aveva dato loro una qualche forma di speranza.
La maggior parte di essi entrò a far parte di una setta non a seguito dell'attività di terzi che li avrebbero introdotti a Lucifero, quanto piuttosto a seguito della lettura di testi su Internet (o in formato cartaceo). Inoltre, numerosi praticanti non sostengono di essersi convertiti al satanismo, ma di essere nati con un orientamento di quel tipo, emerso dapprima nella forma di alcuni visioni del mondo e solo in seguito etichettato come satanismo; altri intervistati asserirono di essere stati indotti al satanismo dall'esperienza personale e diretta di fenomeni soprannaturali. Un certo numero era caratterizzato da sentimenti di rabbia e rancore verso i cristiani praticanti, giudicati falsi ed ipocriti, ed esprimeva l'opinione che la divinità monoteiste del cristianesimo e quelle delle altre religioni fossero priva di etica e moralità, come sarebbe esemplificato dal problema del male e dal paradosso della sofferenza del giusto.
La maggioranza dei satanisti si professava pubblicamente atea, malgrado la crescente diffusione dei culti teistici, la pratica della magia, la fede nella reincarnazione (dell'anima o della coscienza) e il suo persistere alla morte corporale. La maggioranza dichiarava di svolgere le pratiche in modo solitario, di non incontrare mai o raramente i compagni satanisti per i rituali, preferendo avere con loro un'interazione principalmente online, su siti Web o tramite e-mail.

I sondaggi evidenziarono una certa divergenza di opinioni in merito al fatto che gli atti magici operassero secondo le leggi eteriche o se l'effetto della magia fosse puramente psicologico. Fu riferito l'uso di anatemi, nella maggior parte dei casi come una forma di giustizia vigilante.
In merito alle opinioni politiche, la maggior parte dei satanisti si identificava come apolitica o non allineata, mentre solo una piccola percentuale veniva identificata come conservatrice nonostante le opinioni conservatrici di importanti satanisti come LaVey e Marilyn Manson. Una piccola minoranza di satanisti ha espresso sostegno per l'estrema destra; al contrario, oltre i due terzi hanno espresso opinioni negative o estremamente negative rispetto al nazismo e al neonazismo.

### In Italia
La definizione di Introvigne fu alla base del rapporto intitolato Sette religiose e nuovi movimenti magici in Italia, la prima indagine in materia condotta dal Ministero dell'Interno nel 1998, dalla quale risultò l'esistenza di 9 sette strettamente definite come "satanico-luciferine" per un totale di 200 adepti, con una prevalenza del satanismo di tipo occultista e razionalista.
La più ampia categoria dei "nuovi movimenti magici" comprendeva 4.500 persone suddivise in 61 gruppi di stampo spiritisti, ufologici, neopagani e satanisti, cui si aggiungeva la categoria dei "nuovi movimenti religiosi", riferita a 78.500 aderenti a 76 gruppi di matrice cristiana od orientaleggiante.
Una delle sezioni estere della Joy of Satan è quella italiana, attiva da circa 10 anni.
Anche in virtù dell'abolizione del reato di plagio nel 1981, le sette ebbero una crescita incontrollata, giungendo nel 2018 a interessare, secondo una stima, compresa fra uno e due milioni di italiani, che comprende le vittime delle psicosette.